# Spanyol Légierő
A Spanyol Légierő (spanyolul: Ejército del Aire, vagy röviden EdA) Spanyolország légtérvédelmére fenntartott katonai szervezet, a spanyol haderő egyik haderőneme.

## Története
A jelenlegi Spanyol Légierő (Ejército del Aire, vagy EdA), a Spanyol Polgárháborút követően, 1939. október 7.-én alakult meg.

## Fegyverzete

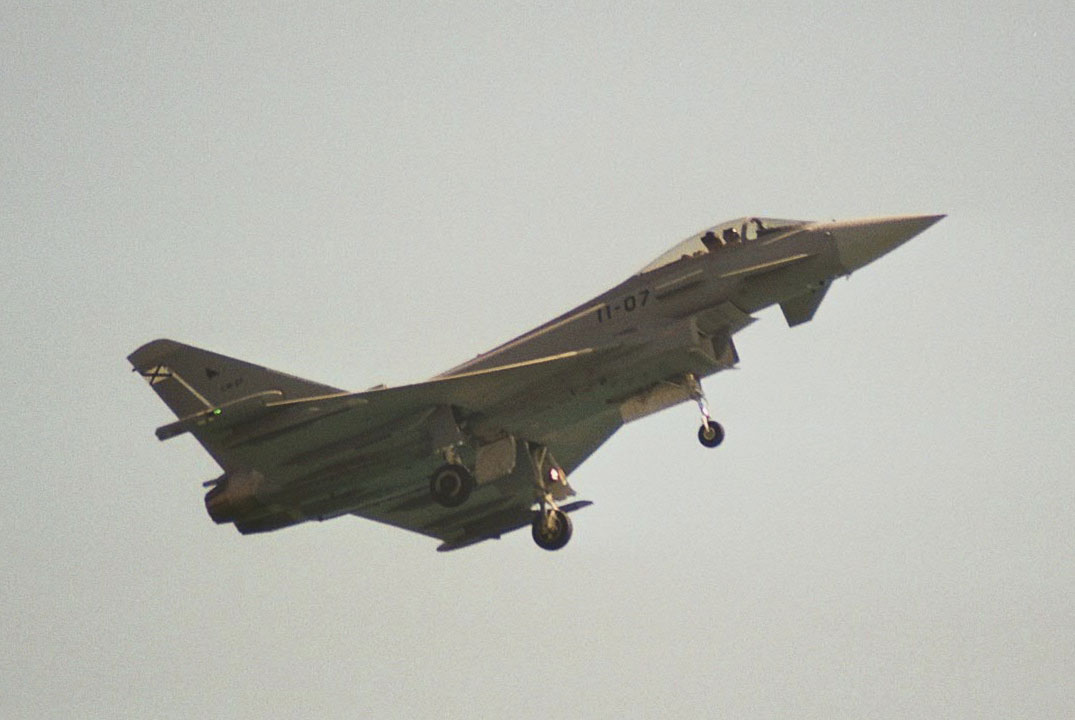
A Spanyol légierő 11-07-es Eurofighter Typhoon-ja

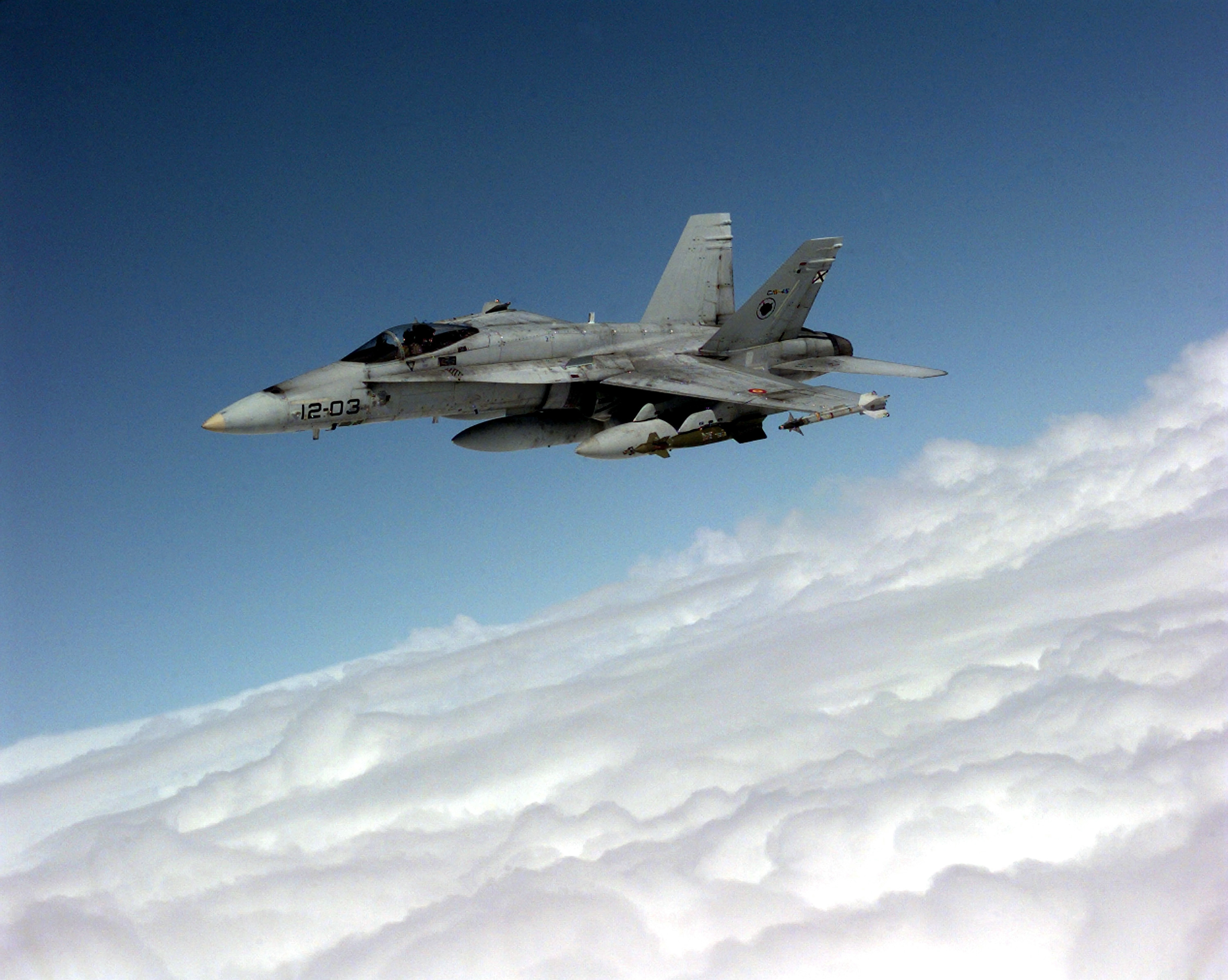
A 12-03-as spanyol EF–18A+ Hornet

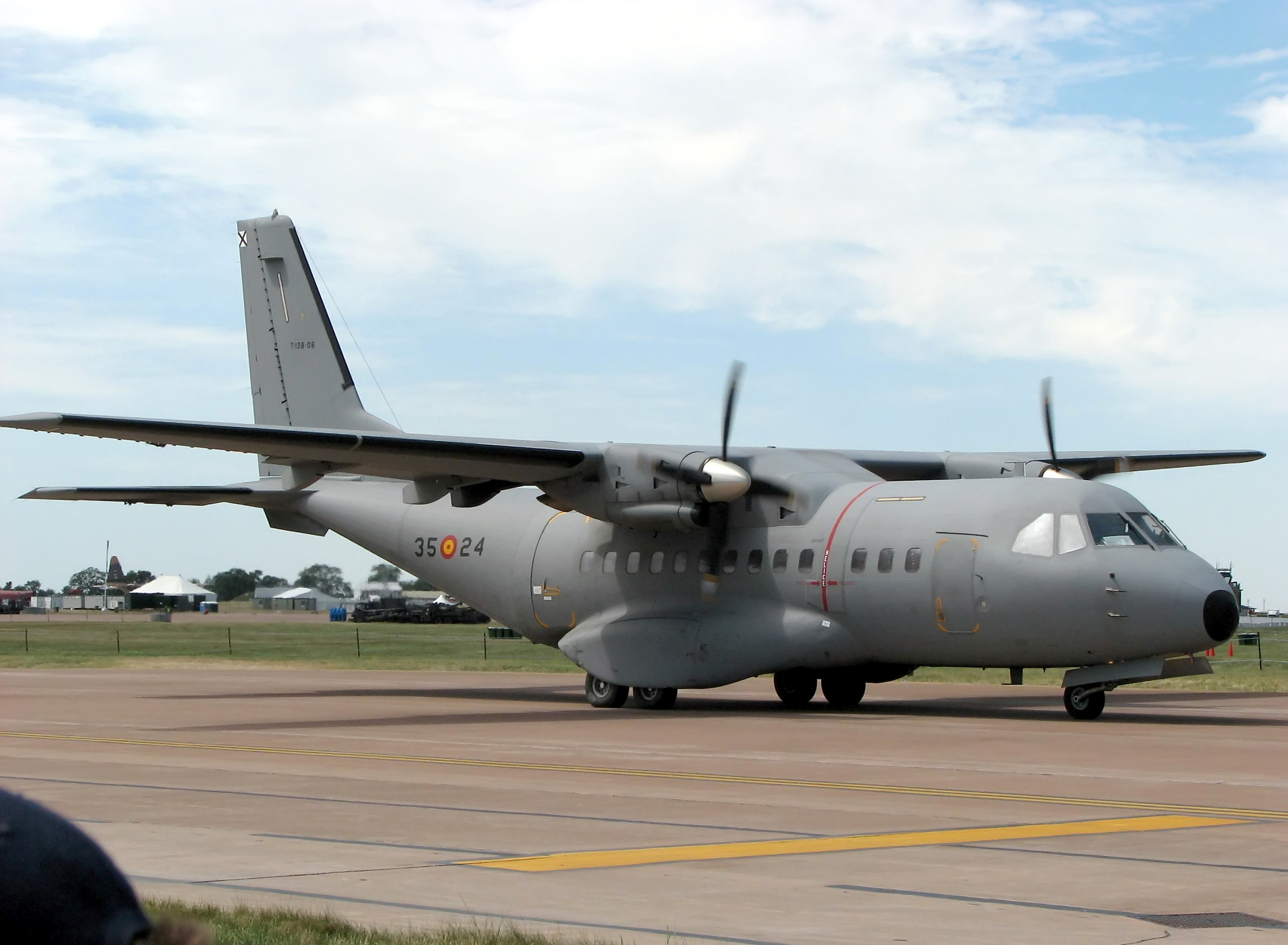
A Spanyol légierő CASA CN–235M–100

### Aktív eszközök
| Származási hely                      | Megnevezés                            | Feladatkör                           | Mennyiség (Szolgálatban)           | Szolgálatba lépés                  | Megjegyzés                                                |
| Tengerészeti és Támadó Repülőgépek   | Tengerészeti és Támadó Repülőgépek    | Tengerészeti és Támadó Repülőgépek   | Tengerészeti és Támadó Repülőgépek | Tengerészeti és Támadó Repülőgépek | Tengerészeti és Támadó Repülőgépek                        |
| ------------------------------------ | ------------------------------------- | ------------------------------------ | ---------------------------------- | ---------------------------------- | --------------------------------------------------------- |
| Amerikai Egyesült Államok            | EF–18A/B Hornet                       | többfeladatú vadászrepülőgép         | 86 db                              | 1986                               | - 72 db új Hornet, majd 24 db használt került beszerzésre |
| /                                    | Eurofighter Typhoon EF2000/EF2000T    | többfeladatú vadászrepülőgép         | 61 db                              | 2003                               |                                                           |
| Amerikai Egyesült Államok            | Lockheed P-3 Orion                    | tengerészeti járőrgép                | 1 db                               | 1973                               |                                                           |
| Teher és Személyszállító Repülőgépek |                                       |                                      |                                    |                                    |                                                           |
| /                                    | Airbus A310                           | VIP utasszállítógép                  | 2 db                               | 2003                               |                                                           |
| /                                    | Airbus A400M                          | teherszállítógép                     | 1 db                               | 2016                               |                                                           |
| Amerikai Egyesült Államok            | Beechcraft King Air C-90              | VIP utasszállítógép                  | 4 db                               | 1974                               |                                                           |
| /                                    | EADS CASA C–212 Aviocar               | teherszállítógép / ECM               | 7 db                               | 1974                               |                                                           |
| /                                    | EADS CASA CN–235–10M/100M             | teherszállítógép                     | 20 db                              | 1988                               |                                                           |
| /                                    | EADS CASA C–295M                      | teherszállítógép                     | 13 db                              | 2000                               |                                                           |
| Franciaország                        | Dassault Falcon 900B                  | VIP utasszállítógép                  | 5 db                               | 1988                               |                                                           |
| Amerikai Egyesült Államok            | Lockheed C-130/KC-130 Hercules        | teherszállítógép / légi utántöltőgép | 13 db                              | 1973/1976                          |                                                           |
| Tűzoltó Repülőgépek                  |                                       |                                      |                                    |                                    |                                                           |
| Kanada                               | Canadair CL–215T                      | tűzoltó repülőgép                    | 14 db                              | 1991                               |                                                           |
| Kanada                               | Canadair CL–415                       | tűzoltó repülőgép                    | 4 db                               | 2006                               |                                                           |
| Helikopterek                         |                                       |                                      |                                    |                                    |                                                           |
| Franciaország                        | Aérospatiale AS 332 Super Puma        | VIP utasszállító helikopter          | 4 db                               | 1982                               |                                                           |
| Franciaország                        | Eurocopter AS 532 Cougar              | VIP utasszállító helikopter          | 2 db                               | 2004                               |                                                           |
| Franciaország                        | NHIndustries NH90                     | teherszállító helikopter             | 2014                               | 6 db                               | - 28 db új helikoptert rendeltek a légierő számára        |
| Amerikai Egyesült Államok            | Sikorsky S–76C Spirit                 | szállító / kiképző helikopter        | 8 db                               | 1991                               |                                                           |
| Franciaország                        | Eurocopter EC120 Colibri              | kiképző helikopter                   | 15 db                              | 2000                               |                                                           |
| Kiképző Repülőgépek                  |                                       |                                      |                                    |                                    |                                                           |
| Amerikai Egyesült Államok            | Beechcraft F33C Bonanza               | kiképzőgép                           | 16 db                              | 1974                               |                                                           |
| Spanyolország                        | CASA C–101 Aviojet                    | sugárhajtású kiképzőgép              | 64 db                              | 1980                               |                                                           |
| Spanyolország                        | ENAER T-35 Pillán                     | kiképzőgép                           | 37 db                              | 1987                               |                                                           |
| /                                    | Northrop/CASA SF–5B/M Freedom Fighter | sugárhajtású kiképzőgép              | 19 db                              | 1970                               | - Licencben gyártotta a spanyol CASA                      |
| Egyéb                                |                                       |                                      |                                    |                                    |                                                           |
| Amerikai Egyesült Államok            | Cessna 560 Citation V                 | fotogrammetria                       | 3 db                               | 1992                               |                                                           |
| Franciaország                        | Dassault Falcon 20                    | elektronikai hadviselés              | 2 db                               | 1970                               |                                                           |

### Hadrendből kivont eszközök
| Gyártó   | Megnevezés       | Spanyol megjelölése | Feladatkör                   | Mennyiség | Szolgálatba lépés | Szolgálatból kivonva | Megjegyzés |
| -------- | ---------------- | ------------------- | ---------------------------- | --------- | ----------------- | -------------------- | --- |
| Boeing   | 707              | T.17                | Teher/Utasszállítógép        | 1 db      | 1987              | 2016                 | |
| Dassault | Mirage F1        | C.14/CE.14          | vadászrepülőgép              | 25 db     | 1975              | 2013                 | - 2009. január 20-án lezuhant Albacete tartományban 2 db F.1: egy együléses F.1M (C.14), és egy kétüléses F.1BM (CE.14), mindhárom pilóta meghalt. A Los Llanos támaszponton települő két repülőszázad (141. és 142.) repülte a gépeket. |
| Dornier  | Do 24            | HR-5/HD-5           | SAR, tengerészeti felderítés | 12 db     | 1944              | 1969                 | |
| Fokker   | F27–200 Maritime | D.2                 | SAR                          | 1 db      | 1979              | 2013                 | - 802. repülőszázad |

## Bázisok

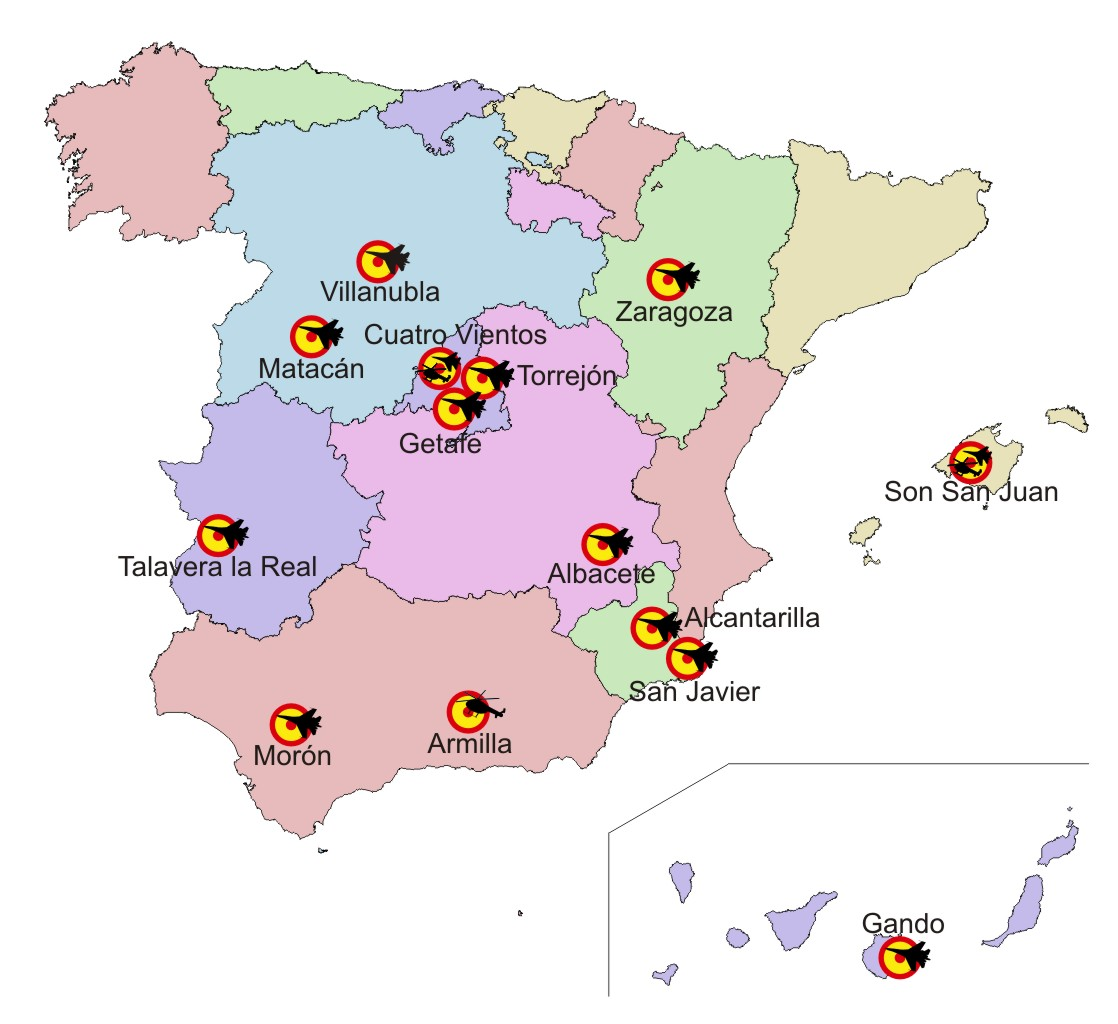
Légitámaszpontok Spanyolországban

- Alcantarilla légitámaszpont, Murcia
- Armilla légitámaszpont, Armilla
- Madrid-Cuatro Vientos légitámaszpont, Madrid
- Gando légitámaszpont, Gran Canaria
- Getafe légitámaszpont, Madrid
- Los Llanos légitámaszpont, Albacete
- Manises légitámaszpont, Valencia
- Morón légitámaszpont, Sevilla
- San Javier légitámaszpont, Murcia
- Son San Juan légitámaszpont, Palma de Mallorca
- Talavera la Real légitámaszpont, Badajoz (tartomány)
- Torrejón de Ardoz légitámaszpont, Madrid
- Villanubla légitámaszpont, Valladolid (tartomány)
- Zaragoza légitámaszpont, Zaragoza

## Lásd még
- Patrulla Águila
- Spanyolország hadereje
- Európai országok légierői